# 瀧川氏袋蛛
瀧川氏袋蛛（学名：Clubiona tanikawai）为袋蛛科袋蛛屬下的一个种。